# Lampetis chlorizans
Lampetis chlorizans es una especie de escarabajo del género Lampetis, familia Buprestidae. Fue descrita científicamente por Obenberger en 1917.